# Демидова (Пермский край)
Деми́дова (Зула) — деревня в Юрлинском районе Пермского края на р. Лопва. Расстояние до районного центра с. Юрла составляет 18 км. Деревня Демидова примыкает с севера к селу Усть-Зула и является частью села. Входит в состав Усть-Зулинского сельского поселения.

## История
Согласно российскому историку  Е. Н. Шумилову деревня Демидова известна с 1825 г. В ней тогда жил Демид Кондратьев сын Чубаков. По ревизии 1858 г. в деревне было  22 двора.  Жители деревни занимались земледелием и промыслами . 
В 1919 году жители деревни участвовали в Юрлинском восстании. В 1926 году население деревни составило 305 человек.
В 1929 году в деревне возникла сельхозартель «Красный партизан».
В 1939 году после репрессий 1937 года население деревни сократилось до 217 человек.

## Население
| 1869 | 1926 | 1958 | 1979 | 1989 | 1998 | 2010 |
| ---- | ---- | ---- | ---- | ---- | ---- | ---- |
| 155  | 305  | 222  | 203  | 139  | 145  | 105  |